# Antonio Glielmo
Antonio Glielmo (Magliano Vetere, 29 ottobre 1596 – Napoli, 19 novembre 1644) è stato un teologo italiano, noto per aver composto trattati dedicati al dogma della Trinità.

## Biografia
Antonio Glielmo entrò nel 1616 nella confederazione dell'oratorio di San Filippo Neri e divenne dottore in utroque iure, lettore di teologia e filosofia e prefetto dell'Oratorio Filippino.

## Opere
- L'Incendio del Monte Vesuvio. Rappresentatione spirituale... (1635)[4]
- Li riflessi della santissima Trinità del padre Antonio Glielmo sacerdote della congregatione dell'Oratorio di Napoli (1646)[5]
- Il Diluvio del mondo, poema sacro (1678)